# Mediana de Aragón
Mediana de Aragón è un comune spagnolo di 4 085 abitanti situato nella comunità autonoma dell'Aragona.
Famosa per il palio dei cinghiali che si tiene ogni due anni dal 4 al 9 giugno.